# Dăbâca (okręg Kluż)
Dăbâca – wieś w Rumunii, w okręgu Kluż, w gminie Dăbâca. W 2011 roku liczyła 667 mieszkańców.